# Timotej Bečan
Timotej Bečan, né le 7 août 1996, est un coureur de fond slovène spécialisé en course en montagne. Il est double champion des Balkans de course en montagne et a remporté la médaille de bronze à la Coupe des nations de la WMRA.

## Biographie
Timotej Bečan pratique le basket-ball dans sa jeunesse mais est désavantagé par sa taille, n'étant pas particulièrement grand. Il se met par la suite au cyclisme et à la course à pied et s'essaie à la compétition dans ce dernier sport. Habitant une région montagneuse, ses entraînements le poussent à s'essayer à la course en montagne en 2016,.
Le 27 mai 2018, il remporte son premier titre national lors des championnats de course en montagne en montée et descente courus dans le cadre de la Češnjiški tek. Il profite du parcours légèrement raccourci pour s'imposer. Le 15 juillet, il décroche son premier titre de champion de Slovénie en montée à Golte dans des conditions météorologiques difficiles.
En février 2020, il diversifie ses activités en prenant part aux championnats de Slovénie d'athlétisme en salle à Novo mesto. Sans autre objectif que de tenir le rythme qu'il s'était fixé, il s'impose sur le 3 000 mètres en 8 min 37 s 12, faute de réelle concurrence. La pandémie de Covid-19 le force à revoir ses plans. En septembre, il bat le record d'ascension du Triglav en 1 h 26 min 25 s depuis la vallée de Krma.
Le 15 mai 2021, il prend part aux championnats des Balkans de course en montagne à Câmpulung Moldovenesc. Il domine l'épreuve et remporte le titre avec une minute de demi d'avance sur le Roumain Leonard Albert Mitrica. Il décroche de plus la médaille d'argent au classement par équipes. Le 2 octobre, il profite de l'absence des coureurs internationaux pour remporter la course de Šmarna Gora sur un parcours modifié en raison des mesures sanitaires. Le 31 octobre, il prend part à la Coupe des nations de la WMRA à Chiavenna. Laissant partir les favoris en tête, il parvient à les rattraper, menant avec lui le champion britannique Chris Richards. Les deux hommes parviennent à doubler le Tchèque Jáchym Kovář mais Timotej Bečan doit ensuite se défendre face à la remontée de l'Italien Daniel Pattis. Il parvient à s'emparer de la troisième marche du podium au sprint pour une seconde.
Le 14 mai 2022, il défend avec succès son titre de champion des Balkans de course en montagne en battant le Roumain Ionuț Zincă de plus d'une minute. Il remporte à nouveau l'argent par équipes. Le 5 juin, il remporte son septième titre de champion de Slovénie de course en montagne avec la manière, en battant le record de la course du Ratitovec. En 59 min 4 s, il devient le premier homme à compléter les 10,8 kilomètres et 1 184 mètres de dénivelé sous l'heure.

## Palmarès

### Course en montagne
| no  | masculin           | Course                                                              | Longueur | Départ            | Temps           |
| --- | ------------------ | ------------------------------------------------------------------- | -------- | ----------------- | --------------- |
| 1re | Médaille d'or      | Championnats de Slovénie de course en montagne - montée et descente | 11,2 km  | 27 mai 2018       | 33 min 3 s      |
| 1re | Médaille d'or      | Championnats de Slovénie de course en montagne - montée             | 10 km    | 15 juillet 2018   | 56 min 52 s     |
| 3e  | Médaille de bronze | Course de montagne du Grintovec                                     | 9,6 km   | 30 juillet 2018   | 1 h 28 min 51 s |
| 1re | Médaille d'or      | Championnats de Slovénie de course en montagne - montée             | 10,8 km  | 2 juin 2019       | 1 h 11 min 54 s |
| 2e  | Médaille d'argent  | Course de montagne du Grintovec                                     | 5,9 km   | 28 juillet 2019   | 49 min 20 s     |
| 3e  | Médaille de bronze | Course de Šmarna Gora                                               | 10 km    | 12 octobre 2019   | 43 min 19 s     |
| 5e  | Médaille d'or      | Championnats de Slovénie de course en montagne - montée et descente | 10 km    | 10 octobre 2020   | 43 min 56 s     |
| 1re | Médaille d'or      | Championnats de Slovénie de course en montagne - montée et descente | 11 km    | 18 avril 2021     | 50 min 20 s     |
| 1re | Médaille d'or      | Championnats des Balkans de course en montagne                      | 11,5 km  | 15 mai 2021       | 57 min 22 s     |
| 1re | Médaille d'or      | Championnats de Slovénie de course en montagne - montée             | 10,8 km  | 6 juin 2021       | 1 h 0 min 16 s  |
| 1re | Médaille d'or      | Course de Šmarna Gora                                               | 12 km    | 2 octobre 2021    | 48 min 44 s     |
| 3e  | Médaille de bronze | Coupe des nations de la WMRA                                        | 19 km    | 31 octobre 2021   | 1 h 22 min 10 s |
| 1re | Médaille d'or      | Championnats de Slovénie de course en montagne - montée et descente | 12 km    | 23 avril 2022     | 57 min 11 s     |
| 1re | Médaille d'or      | Championnats des Balkans de course en montagne                      | 12 km    | 14 mai 2022       | 58 min 14 s     |
| 1re | Médaille d'or      | Championnats de Slovénie de course en montagne - montée             | 10,8 km  | 5 juin 2022       | 59 min 4 s      |
| 2e  | Médaille d'argent  | Course de montagne du Hochfelln                                     | 8,9 km   | 25 septembre 2022 | 45 min 22 s     |
| 1re | Médaille d'or      | Course de Šmarna Gora                                               | 10 km    | 1er octobre 2022  | 43 min 47 s     |
| 1re | Médaille d'or      | Championnats de Slovénie de course en montagne - montée             | 7,8 km   | 29 juillet 2023   | 55 min 10 s     |
| 1re | Médaille d'or      | Championnats de Slovénie de course en montagne - montée             | 9,53 km  | 21 avril 2024     | 44 min 6 s      |
| 1re | Médaille d'or      | Championnats de Slovénie de course en montagne - montée et descente | 11,7 km  | 15 août 2024      | 50 min 28 s     |
| 1re | Médaille d'or      | Course de montagne du Hochfelln                                     | 8,9 km   | 29 septembre 2024 | 46 min 3 s      |
| 1re | Médaille d'or      | Championnats de Slovénie de course en montagne - montée et descente | 10,8 km  | 7 juin 2025       | 1 h 1 min 32 s  |

### Route
| Année | Compétition                | Lieu      | Place | Épreuve       | Temps          |
| ----- | -------------------------- | --------- | ----- | ------------- | -------------- |
| 2019  | Semi-marathon de Ljubljana | Ljubljana | 2e    | Semi-marathon | 1 h 9 min 51 s |
| 2023  | Semi-marathon de Ljubljana | Ljubljana | 2e    | Semi-marathon | 1 h 9 min 12 s |

### Piste
| Année | Compétition                                    | Lieu       | Place | Épreuve | Temps         |
| ----- | ---------------------------------------------- | ---------- | ----- | ------- | ------------- |
| 2020  | Championnats de Slovénie d'athlétisme en salle | Novo Mesto | 1er   | 3 000 m | 8 min 37 s 12 |

## Records
| Épreuve       | Épreuve       | Performance    | Date              | Lieu               |
| ------------- | ------------- | -------------- | ----------------- | ------------------ |
| 3 000 mètres  | en salle      | 8 min 37 s 12  | 23 février 2020   | Novo Mesto         |
| 3 000 mètres  | Plein air     | 8 min 42 s 38  | 13 juin 2020      | Slovenska Bistrica |
| 5 000 mètres  | 5 000 mètres  | 14 min 53 s 61 | 4 juillet 2020    | Ljubljana          |
| 10 000 mètres | 10 000 mètres | 31 min 37 s 01 | 5 juin 2021       | Velenje            |
| 10 kilomètres | 10 kilomètres | 31 min 45 s    | 26 septembre 2021 | Slovenske Konjice  |
| Semi-marathon | Semi-marathon | 1 h 9 min 12 s | 22 octobre 2023   | Ljubljana          |